# Thomas John Rutherford
Thomas John Rutherford, kanadski general, * 1893, † 1975.